# Seventeen Seconds
Seventeen Seconds is het tweede studioalbum van de Engelse new-wavegroep The Cure. Het werd in 1980 uitgebracht door Fiction Records.
Het album baadt in een minimalistische, eerder donkere sfeer. Het nummer A Forest werd uitgebracht als single en staat onder meer in de Tijdloze 100 van Studio Brussel en de Top 2000 van NPO Radio 2. Het album zelf bereikte in 2000 de lijst The Greatest British Albums Ever van het Britse popblad Q magazine.
Van het album verscheen in 2005 een luxe uitgave, met een extra cd met live-versies en liedjes van Cult Hero.

## Nummers
Alle nummers geschreven door Smith, Gallup, Hartley en Tolhurst.
Kant A:
1. "A Reflection" (instrumentaal) - 2:09
2. "Play for Today" - 3:39
3. "Secrets" - 3:19
4. "In Your House" - 4:06
5. "Three" - 2:36

Kant B:
1. "The Final Sound" (instrumentaal) - 0:52
2. "A Forest" - 5:55
3. "M" - 3:03
4. "At Night" - 5:54
5. "Seventeen Seconds" - 4:01

## Samenstelling
- Robert Smith - gitaar, zang, producent
- Matthieu Hartley - toetsen
- Laurence Tolhurst - drums
- Simon Gallup - basgitaar

### Overig personeel
- Mike Hedges - producent, technicus
- Chris Parry - co-producent (alle leden van de band worden ook beschouwd als co-producent)
- David Kemp - technicus
- Martyn Webster - assistent-technicus
- Bill Smith - hoesontwerp
- Andrew Douglas - fotografie

## Singles
- 1980 - "A Forest" (B-kant: "Another Journey By Train")